# Giulio Raio
Giulio Raio (1949) è un filosofo italiano.
Raio è professore di filosofia teoretica presso l'Università degli Studi di Napoli "L'Orientale". Si è occupato in particolare dell'ermeneutica e della filosofia di Ernst Cassirer di cui ha tradotto diverse opere in italiano.
Raio fa parte del comitato di redazione della rivista «Studi Filosofici» e ha fondato la rivista internazionale «Cassirer Studies», entrambe pubblicate dalla casa editrice Bibliopolis.

Inoltre è codirettore della collana di studi «Bachelardiana» edita da Il melangolo.
Ha scritto le introduzioni «Antinomia e allegoria» e «Il carattere di chiave», contenute nel volume «Tutti i romanzi e i racconti» di Franz Kafka edito da Newton Compton, per il quale ha anche tradotto la maggior parte dei racconti.

## Opere
- Ermeneutica e teoria del simbolo, Napoli, Liguori Editore, 1988. ISBN 8820716720.
- Lezioni su Kant di Felice Tocco: Studio ed edizione, (a cura di), Napoli, Liguori Editore, 1988. ISBN 8820716461.
- Introduzione a Cassirer, Roma-Bari, Laterza, 1991 (terza ed. 2002). ISBN 8842038903.
- Simbolismo tedesco. Kant Cassirer Szondi, Napoli, Bibliopolis, 1995. ISBN 88-7088-339-6.
- Ernst Cassirer, Conoscenza, concetto, cultura, introduzione, traduzione e note di Giulio Raio, Firenze, La Nuova Italia, 1998.
- Ernst Cassirer, Rousseau, Kant, Goethe, introduzione, traduzione e note di Giulio Raio, Roma, Donzelli Editore, 1999. ISBN 8879895133.
- Ernst Cassirer, Metafisica delle forme simboliche, introduzione, traduzione e note di Giulio Raio, Milano, Sansoni, 2003. ISBN 88-383-4805-7.
- L'io, il tu e l'Es. Saggio sulla "Metafisica delle forme simboliche" di Ernst Cassirer, Macerata, Quodlibet, 2005. ISBN 88-7462-071-3.